# كيبا بلانكو
كيبا بلانكو (بالإسبانية: Kepa Blanco) (مواليد 13 يناير 1984 في ماربيا - إسبانيا) لاعب كرة قدم إسباني يلعب حاليا لصالح نادي الدرجة الأولى خيتافي الإسباني منذ 2007 في مركز المهاجم .

## روابط خارجية
- كيبا بلانكو على موقع قاعدة بيانات كرة القدم.إي يو (الإنجليزية)
- كيبا بلانكو على موقع Soccerbase.com (لاعب) (الإنجليزية)
- كيبا بلانكو على موقع Soccerway.com (الإنجليزية)
- كيبا بلانكو على موقع عالم كرة القدم.نت (الإنجليزية)
- كيبا بلانكو على موقع كووورة
- كيبا بلانكو على موقع AS.com (الإسبانية)